# Cantuaria sylvatica
Cantuaria sylvatica là một loài nhện trong họ Idiopidae.
Loài này thuộc chi Cantuaria. Cantuaria sylvatica được Raymond Robert Forster miêu tả năm 1968.